# Лукша, Витаутас
Витаутас Лукша (лит. Vytautas Lukša; 14 августа 1984, Алитус, СССР) — литовский футболист, полузащитник сборной Литвы.

## Биография

### Клубная карьера
Начал профессиональную карьеру в клубе «Дайнава» из города Алитус. В команде в чемпионате Литвы в 2001 году сыграл 4 матча. Позже Лукша играл за клуб «Свиеса» из города Вильнюс. С 2005 года по 2007 год Лукша защищал цвета клуба «Вильнюс». В команде в чемпионате провёл 91 матч и забил 14 голов.
В 2008 году выступал за «Каунас». Летом 2008 года «Каунас» участвовал в квалификации Лиги чемпионов. Вначале «Каунас» обыграл андоррскую команду «Санта-Колома», а после выбил из турнира действующего финалиста Кубка УЕФА — шотландский «Рейнджерс». В 3-м квалификационном раунде «Каунас» уступил датскому «Ольборг» и вылетел из турнира и продолжил выступления в квалификации Кубка УЕФА. Тогда «Каунас» уступил итальянской «Сампдории». Лукша провёл все шесть игр в квалификации Лиги чемпионом и сыграл в одном матче против «Сампдории». Всего чемпионате Литвы Витаутас провёл 21 матч и забил 2 мяча.
В апреле 2009 года перешёл в белорусский МТЗ-РИПО. Летом 2009 года побывал на просмотре в шотландском «Харт оф Мидлотиан», но игроком клуба не стал. Всего за МТЗ-РИПО провёл 23 матча и забил 3 гола в чемпионате Беларуси.
В марте 2010 года подписал контракт с мариупольском «Ильичёвцем», Лукша взял себе 84 номер. В Премьер-лиге Украины дебютировал 3 апреля 2010 года в выездном матче против полтавской «Ворсклы» (3:0), Лукша вышел в начале второго тайма вместо Вадима Мельника. В июне 2010 года покинул расположение команды, всего за «Ильичёвец» он провёл 5 матчей.
Летом 2010 года подписал контракт с киевским «Арсеналом», соглашение заключено по схеме «1+1». В составе «Арсенала» провёл всего 1 матч в чемпионате, также провёл 7 матчей и забил 2 мяча в молодёжном первенстве Украины. В команде не смог заиграть из-за травмы. Зимой 2011 года Лукша мог перейти в криворожский «Кривбасс». Летом 2011 года покинул клуб в качестве свободного агента.
Зимой 2018 года присоединился к клубу «Йонава». Летом 2018 года покинул команду.

### Карьера в сборной
Выступал за молодёжную сборную Литвы до 21 года. В национальной сборной Литвы дебютировал 19 ноября 2008 года в товарищеском матче против Молдовы (1:1), Лукша вышел на 70 минуте вместо Дейвидаса Сернаса. В 2007 году вызывался в сборную не играя в каком-либо клубе.

## Достижения
- Чемпион Литвы (3): 2012, 2015, 2016
- Серебряный призёр чемпионата Литвы (1): 2008
- Обладатель Кубка Литвы (4): 2007/08, 2014/15, 2015/16, 2016
- Финалист Кубка Литвы (1): 2011/12
- Обладатель Суперкубка Литвы (2): 2016: 2017
- Победитель Балтийской лиги (1): 2008